# 라트갈레

라트갈레의 문장

라트갈레(라트비아어: Latgalė, 라트갈레어: Latgolā, 러시아어: Латга́лия) 또는 라트갈리아는 라트비아의 동쪽 지역이다. 라트비아 면적의 4분의 1을 차지하고 6개 지역으로 나뉘어 있다. 원래 이 지역은 라트갈레인들이 많이 살았던 곳이었으나, 지금은 러시아인들이 많이 거주하는 곳이다. 주요 민족은 라트갈레인, 러시아인, 라트비아인, 폴란드인, 유대인 등이다. 특히 이 지역은 러시아인들이 많이 거주하는 곳인데, 대부분은 다우가프필스에 주로 거주한다.
라트갈레의 라트갈레인들은 주로 가톨릭교를 믿으며, 라트갈레어를 사용하는 등 그들 문화를 보존하고 있다. 1944년에 소련은 라트갈레를 러시아령과 라트비아령으로 갈라놓았다.

## 라트갈레의 다른 외국어 이름
- 리투아니아어: Latgala
- 폴란드어: Łatgalia
- 독일어: Lettgallen

## 같이 보기
- 라트갈레인
- 라트갈레어